# Siwersk
Siwersk (ukrainisch Сіверськ; russisch Северск Sewersk) ist eine Stadt im Norden der ukrainischen Oblast Donezk mit etwa 520 (2025) und vor dem Überfall Russlands 2022 10875 Einwohnern. Die 1913 gegründete Ortschaft liegt im Rajon Bachmut an der Territorialstraße T–05–13 und am Ufer der Bachmutka, einem 88 km langen Nebenfluss des Siwerskyj Donez, 36 km nördlich vom Rajonzentrum Bachmut.

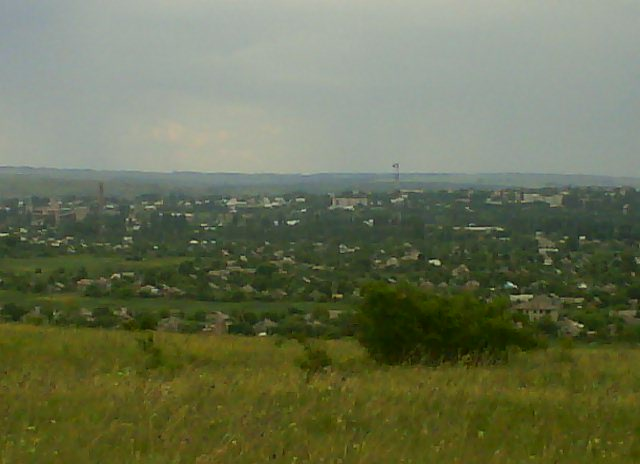
Blick auf den Ort

Siwersk erhielt 1961 den Status einer Stadt. Die Stadt besitzt einen Bahnhof an der Bahnstrecke Charkiw–Horliwka, außerdem beginnt hier die Bahnstrecke Siwersk–Lichaja.
Bis zum 2. August 1973 trug der Ort den Namen Jama (Яма).
Siwersk stellt seit dem russischen Überfall auf die Ukraine neben den Städten Bachmut und Soledar eine Verteidigungslinie der ukrainischen Streitkräfte dar, da sich im westlich gelegenen Raum hinter jener Linie (zwischen den Großstädten Slowjansk und Kramatorsk) das Hauptquartier der ukrainischen Truppen für die Ostukraine befindet.

## Verwaltungsgliederung
Am 29. Dezember 2016 wurde die Stadt zum Zentrum der neugegründeten Stadtgemeinde Siwersk (Сіверська міська громада/Siwerska miska hromada). Zu dieser zählen auch die 6 in der untenstehenden Tabelle aufgelisteten Dörfer, bis dahin bildete sie die gleichnamige Stadtratsgemeinde Siwersk (Сіверська міська рада/Siwerska miska rada) im Norden des Rajons Bachmut.
Folgende Orte sind neben dem Hauptort Siwersk Teil der Gemeinde:
| Name                     | Name             | Name                                  |
| ukrainisch transkribiert | ukrainisch       | russisch                              |
| ------------------------ | ---------------- | ------------------------------------- |
| Droniwka                 | Дронівка         | Дроновка (Dronowka)                   |
| Hryhoriwka               | Григорівка       | Григоровка (Grigorowka)               |
| Platoniwka               | Платонівка       | Платоновка (Platonowka)               |
| Risnykiwka               | Різниківка       | Резниковка (Resnikowka)               |
| Serebrjanka              | Серебрянка       | Серебрянка                            |
| Swjato-Pokrowske         | Свято-Покровське | Свято-Покровское (Swjato-Pokrowskoje) |